# Zenerova cena
Zenerova cena (anglicky Zener Prize) je mezinárodní ocenění udělované jako uznání vědeckého pokroku na poli materiálových věd a fyziky s důrazem na aplikace v oboru mechanické spektroskopie a vnitřního tlumení. Cena se dříve (v letech 1965–1989) nazývala cenou ICIFUAS a v roce 1993 byla přejmenována založena na počest pionýrských prací v oboru anelasticity Clarence Zenera (1. prosince 1905 – 2. července 1993). Zenerova cena (nazývaná také Zenerovou zlatou medailí, anglicky Zener Gold Medal) je udělována Výborem Zenerovy ceny, které předsedá organizátor Mezinárodní konference o vnitřním tlumení a mechanické spektroskopii (ICIMFS – International Conference on Internal Friction and Mechanical Spectroscopy, dříve v letech 1956–2002 ICIFUAS – Mezinárodní konference o vnitřním tlumeni a tlumení ultrazvuku v pevných látkách, International Conference on Internal Friction and Ultrasonic Attenuation in Solids). Zenerova cena by měla být udělována za významné jednotlivé objevy nebo za podstatné přínosy během celoživotní práce. Do roku 2022 bylo uděleno 24 individuálních Zenerových cen. Každý nositel obdrží Zenerovu zlatou medaili a diplom. Každá Zenerova zlatá medaile je vyražena ze zlata ryzosti 20 karátů a na aversu medaile je vlastní profil Clarence Zenera.

## Seznam nositelů Zenerovy ceny
| Pořadí | Rok  | Nositel                |           | Země                   | Pracoviště |
| ------ | ---- | ---------------------- | --------- | ---------------------- | --- |
| 1      | 1965 | Werner Otto Köster     | 1896–1989 | Německo                | Ústav Maxe Plancka pro výzkum kovů (Max Planck Institute for Metals Research), Stuttgart                                                       |
| 2      | 1969 | Warren Perry Mason     | 1900–1986 | Spojené státy americké | Bellovy laboratoře, Murray Hill, Manhattan, New Jersey                                                                                         |
| 3      | 1985 | Clarence Melvin Zener  | 1905–1993 | Spojené státy americké | Carnegie Mellon University, Pittsburgh, Pennsylvania                                                                                           |
| 4      | 1989 | Ting-sui Kê            | 1913–2000 | Čína                   | Čínská akademie věd, Ústav fyziky pevných látek, Hefei, Anhui                                                                                  |
| 5      | 1989 | Arthur Stanley Nowick  | 1923–2010 | Spojené státy americké | Kolumbijská univerzita, New York, New York (stát);                                                                                             |
| 6      | 1993 | Piero Giorgio Bordoni  | 1915–2009 | Itálie                 | Univerzita La Sapienza, Řím |
| 7      | 1993 | Kurt Lücke             | 1921–2001 | Německo                | Rýnsko-Vestfálská technická univerzita Cáchy, Cáchy (Rheinisch-Westfälische Technische Hochschule Aachen, Aachen)                              |
| 8      | 1993 | Alfred Seeger          | 1927–2015 | Německo                | Ústav Maxe Plancka pro výzkum kovů (Max Planck Institute for Metals Research), Stuttgart; Stuttgartská univerzita, Stuttgart                   |
| 9      | 1993 | Charles Allen Wert     | 1919–2003 | Spojené státy americké | Univerzita Illinois v Urbana Champaign, Urbana-Champaign, Illinois                                                                             |
| 10     | 1996 | Andrew Vincent Granato | 1926–2015 | Spojené státy americké | Univerzita Illinois v Urbana Champaign, Urbana-Champaign, Illinois                                                                             |
| 11     | 1999 | Gunther Schoeck        | 1928–2015 | Rakousko               | Vídeňská univerzita, Vídeň |
| 12     | 2002 | Willy Benoit           | (1938)    | Švýcarsko              | Švýcarský federální technologický institut v Lausanne (EPFL), Lausanne                                                                         |
| 13     | 2002 | Masahiro Koiwa         | (1938)    | Japonsko               | Kjótská univerzita, Kjóto |
| 14     | 2005 | Rosario Cantelli       | (1940)    | Itálie                 | Univerzita La Sapienza, Řím |
| 15     | 2005 | Manfred Weller         | 1940–2017 | Německo                | Ústav Maxe Plancka pro výzkum kovů (Max Planck Institute for Metals Research), Stuttgart                                                       |
| 16     | 2008 | Daniel Newson Beshers  | (1928)    | Spojené státy americké | Kolumbijská univerzita, New York, New York |
| 17     | 2008 | Gaetano Cannelli       | (1936)    | Itálie                 | Kalábrijská univerzita, Rende |
| 18     | 2008 | Gilbert Fantozzi       | (1942)    | Francie                | Institut National des Sciences Appliquées de Lyon (INSA Lyon), Lyon-Villeurbanne                                                               |
| 19     | 2011 | Gérard Gremaud         | (1949)    | Švýcarsko              | Švýcarský federální technologický institut v Lausanne (EPFL), Lausanne                                                                         |
| 20     | 2011 | Fabio Massimo Mazzolai | (1934)    | Itálie                 | Univerzita Perugia, Perugia |
| 21     | 2014 | Qing-Ping Kong         | (1930)    | Čína                   | Čínská akademie věd, Ústav fyziky pevných látek, Hefei, Anhui                                                                                  |
| 22     | 2014 | Robert Schaller        | (1948)    | Švýcarsko              | Švýcarský federální technologický institut v Lausanne (EPFL), Lausanne                                                                         |
| 23     | 2017 | Leszek Bogumił Magalas | (1954)    | Polsko                 | AGH-Technická a přírodovědná univerzita, Krakov Technická a přírodovědná univerzita, Krakov (AGH University of Science and Technology, Krakov) |
| 24     | 2022 | Jose M. San Juan       | (1955)    | Španělsko              | Universidad del País Vasco (UPV/EHU), Bilbao                                                                                                   |

Číslo v druhém sloupci je rok, ve kterém laureát obdržel Zenerovu cenu. Ve třech letech cena ICIFUAS nebyla udělena (1973, 1977 a 1981). Počet laureátů: 24 cen; 21 nositelů Zenerovy zlaté medaile.

## Seznam zemí seřazených podle počtu získaných Zenerových cen
| Pořadí | Země                   | Počet držitelů | Laureáti                                                                   |
| ------ | ---------------------- | -------------- | -------------------------------------------------------------------------- |
| 1      | Spojené státy americké | 6              | W.P. Mason, C.M. Zener, A.S. Nowick, C.A. Wert, A.V. Granato, D.N. Beshers |
| 2      | Německo                | 4              | W. Köster, K. Lücke, A. Seeger, M. Weller                                  |
| 2      | Itálie                 | 4              | P.G. Bordoni, R. Cantelli, G. Cannelli, F.M. Mazzolai                      |
| 3      | Švýcarsko              | 3              | W. Benoit, G. Gremaud, R. Schaller                                         |
| 4      | Čína                   | 2              | T.S. Kê, Q.P. Kong                                                         |
| 5      | Rakousko               | 1              | G. Schoeck                                                                 |
| 5      | Francie                | 1              | G. Fantozzi                                                                |
| 5      | Japonsko               | 1              | M. Koiwa                                                                   |
| 5      | Polsko                 | 1              | L.B. Magalas                                                               |
| 5      | Španělsko              | 1              | J. M. San Juan                                                             |

Země jsou řazeny v sestupném pořadí podle počtu držitelů.

## Seznam zemí podle poměru počtu držitelů Zenerovy ceny na počet obyvatel
Pořadí zemí podle poměru držitelů Zenerovy ceny na počet obyvatel. Protože je počet obyvatel jednotlivých zemí mnohem větší, než je počet laureátů Zenerových cen, čísla v tabulce byla násobena miliónem. To je také důvod, proč čísla ve sloupci nejvíce napravo by měla být čtena jako počet držitelů Zenerovy ceny na 10 miliónů obyvatel.
| Pořadí | Země                   | Počet laureátů | Počet obyvatel 2015 (mil.) | Laureáti/10 mil. |
| ------ | ---------------------- | -------------- | -------------------------- | ---------------- |
| 1      | Švýcarsko              | 3              | 8,320                      | 3,605            |
| 2      | Rakousko               | 1              | 8,679                      | 1,152            |
| 3      | Itálie                 | 4              | 59,504                     | 0,672            |
| 4      | Německo                | 4              | 81,708                     | 0,489            |
| 5      | Polsko                 | 1              | 38,265                     | 0,261            |
| 6      | Španělsko              | 1              | 46,440                     | 0,215            |
| 7      | Spojené státy americké | 6              | 319,929                    | 0,187            |
| 8      | Francie                | 1              | 64,457                     | 0,155            |
| 9      | Japonsko               | 1              | 127,975                    | 0,078            |
| 10     | Čína                   | 2              | 1 397,029                  | 0,014            |